# 德南线
德南線（朝鲜语：／ Tŏknam sŏn */?）是朝鮮民主主義人民共和國平安南道德川市的一條鐵道線路，站點為南德川站到德南站。

## 路线概况
- 距离：1.6
- 车站数：2
- 轨距：1435mm
- 电气化区间：直流3kV
- 复线区间：无